# Geers Hörakustik
Die Geers Hörakustik GmbH & Co. KG war ein international tätiges Unternehmen im Bereich der Hörakustik, in dem rund 2000 Mitarbeiter an über 700 Standorten beschäftigt waren. Neben den über 550 Fachgeschäften in Deutschland betrieb das Unternehmen Niederlassungen in Polen. Schwerpunkt von Geers Hörakustik war der Verkauf und die Anpassung von Hörhilfen und akustischem Bedarf.
2018 wurde Geers von Sonova übernommen.

## Unternehmensgeschichte

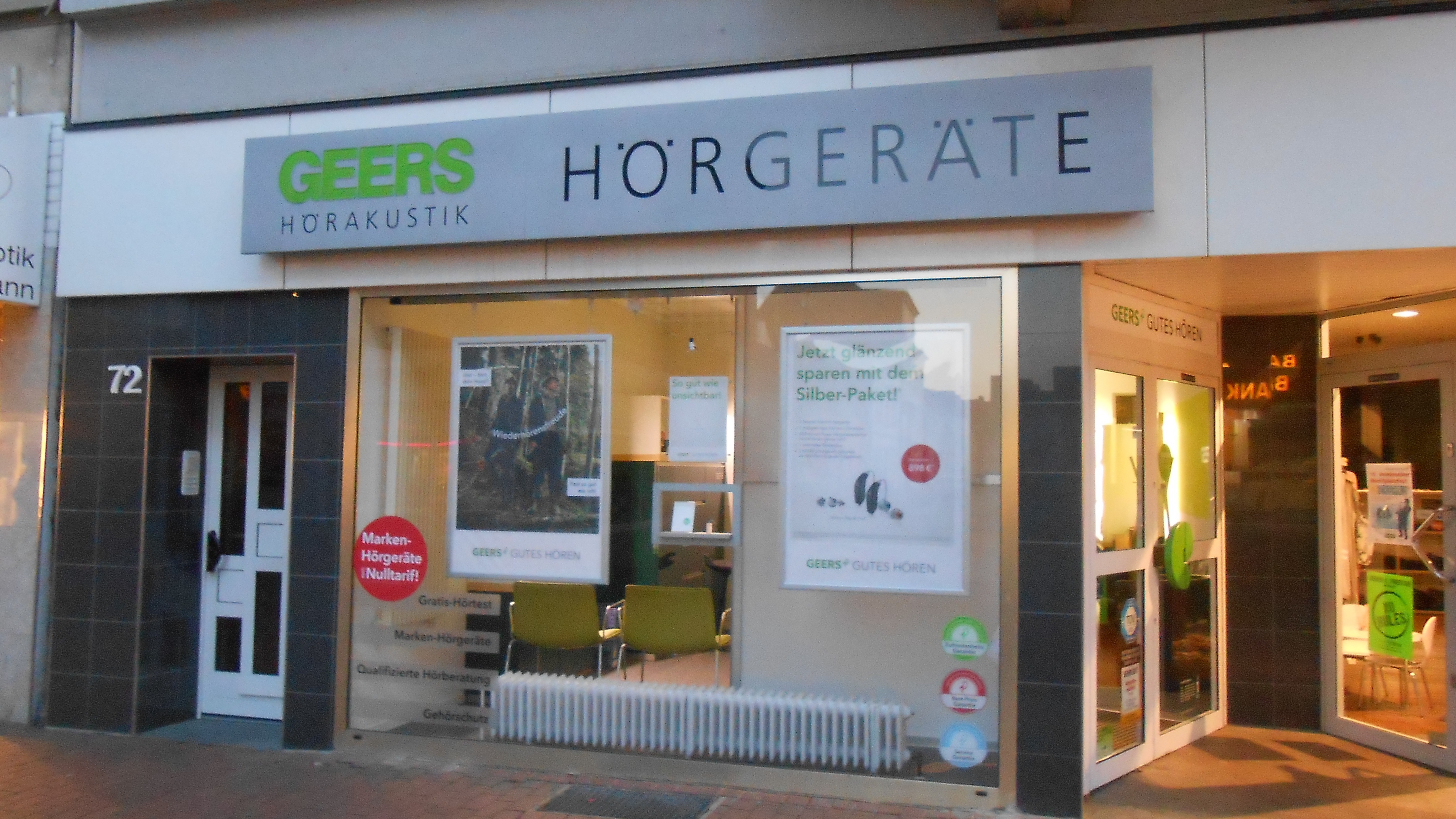
Filiale der Geers Hörakustik in der Harkortstraße, der Fußgängerzone in Dortmund-Hombruch

Das Unternehmen wurde 1951 durch Käthe und Theodor Geers in Dortmund als erstes unabhängiges Fachgeschäft für Hörsysteme in Deutschland gegründet. In den 1950er Jahren entstanden weitere Fachgeschäfte in Duisburg, Hagen, Münster, Bochum und Essen. 1974 übernahmen die beiden Söhne Volker und Wolfgang Geers die Geschäftsleitung. Von 1977 bis 1987 fand das Unternehmen durch Produktinnovationen, wie beispielsweise die ersten Im-Ohr-Hörsysteme und das kleinste Hörsystem der Welt, Beachtung. 1990 wurde mit Dresden das erste Fachgeschäft des Unternehmens in den neuen Bundesländern gegründet. 14 weitere Filialen folgten. Ab 1993 betrieb Geers Geschäfte in Polen, seit 1994 in Ungarn. 1999 zogen sich die Brüder Volker und Wolfgang Geers aus der operativen Geschäftsführung zurück. Gleichzeitig wurde die Geers Hörakustik AG & Co. KG gegründet. Ab 2003 war Geers auch in Russland und in der Schweiz mit Niederlassungen vertreten. Die Gesellschafterversammlung vom 4. Mai 2005 hatte eine Änderung des Gesellschaftsvertrages in § § 1 (Firma und Sitz der Gesellschaft) beschlossen. Neue Firma: Geers International GmbH.
Aufgrund des Verschmelzungsvertrages vom 7. August 2018 sowie den Zustimmungsbeschlüssen der Gesellschafterversammlungen der beteiligten Rechtsträger, wurde das Unternehmen mit der Sonova Retail Deutschland GmbH mit Sitz in Dortmund durch Aufnahme verschmolzen.
Seither sind GEERS und einige Variationen eingetragene Marken der Sonova AG in der Schweiz.

## Sonstiges
Ab 1976 unterstützte Geers Hörakustik mit einer eigenen Geers-Stiftung Forschungsvorhaben auf dem Gebiet der Hörbehinderungen. Außerdem engagiert sich das Unternehmen mit speziellen Kinderhörzentren für Kinder mit einer Hörminderung.
Im Verwaltungsrat der Bundesinnungskrankenkasse Gesundheit, einer von der Bundesinnung der Hörgeräteakustiker 1996 gegründeten Krankenkasse, vertrat u. a. Volker Geers die Arbeitgeberseite.

## Auszeichnungen
- 1986 Innovationspreis der deutschen Wirtschaft für Entwicklung und Bau der ersten Im-Ohr-Hörgeräte[6]
- 2007 MOE Award für das besondere unternehmerische Engagement in Mittel- und Osteuropa[7]